# David Bisbal
David Bisbal Ferre (Almería, 5 giugno 1979) è un cantautore spagnolo.

## Biografia
David Bisbal inizia la sua carriera da cantante in un gruppo chiamato Orquesta Expresiones. Nell'ottobre 2001 si presenta alle selezioni del programma televisivo Operacion Triunfo, dove, dopo numerosi provini, viene scelto come uno dei concorrenti del programma. Dei sedici partecipanti iniziali fu lui il secondo finalista, dopo Rosa López. Nel 2002 ha pubblicato il suo primo album Corazón Latino che ha venduto oltre un milione di copie in soli sei mesi. Ha fatto più di venti concerti nelle principali città del centro-sud America come Buenos Aires, Caracas, Miami, Bogotà e Città del Messico. La canzone più famosa del disco, ossia Digale, è trasmessa all'interno della colonna sonora della telenovela Cuidado con el Angel.
Il 3 settembre 2003 ha vinto il Latin Grammy nella categoria "Best New Artist". Nel corso dell'evento svoltosi a Miami ha duettato con Jessica Simpson in Angels. Nel febbraio 2004 pubblica Bulería, il suo secondo album che ha venduto oltre 1 milione di copie in Spagna e 300.000 in America. Fino al luglio 2005, David Bisbal ha fatto un tour in Spagna, Stati Uniti e in tutta l'America Latina, offrendo 114 concerti con il "Bulería Tour", ricevendo numerosi premi nazionali e internazionali, tra cui il premio come Best Pop New, assegnato da Univision. Dopo i tanti successi dei primi due album, David pubblica il suo primo DVD "Todo por ustedes" contenente tutti i suoi concerti e triplo disco di platino nelle vendite di DVD in Spagna.
Nell'ottobre 2006 pubblica l'album Premonición diventando subito un nuovo successo a livello internazionale: il primo singolo è Quién me iba a decir che ha raggiunto la posizione #1 in diversi Paesi del mondo latino come Spagna, Venezuela, Argentina, Colombia, Cile e Porto Rico. L'album è stato certificato cinque volte disco di platino in Spagna ed è stato accompagnato anche da un DVD con interviste che riguardano i singoli contenuti all'interno. In quest'anno ha partecipato al Festivalbar nella tappa di Trieste. Incontra anche Raffaella Carrà nel programma Saturday Night Live.
Con il "Premonition Tour 2007" David ha girato il mondo toccando Spagna, Colombia, Venezuela, Messico, Argentina, Cile, Ecuador, Uruguay, Paraguay, Porto Rico, Repubblica Dominicana, Germania, Paesi Bassi, Svizzera, Austria, e Giappone, dove il suo pezzo Boom Boom Boom (canzone Oye el boom contenuta in Buleria) ha riscosso molto successo. Ha inoltre realizzato nel 2008 il brano Hate That I Love You (Odio amarte), una versione in lingua spagnola della hit di Rihanna. Nel mese di ottobre 2009 David pubblica l'album Sin Mirar Atrás, disco che è stato certificato tre volte disco di platino in Spagna e tre volte disco d'oro negli Stati Uniti.
Nel 2010 David è stato anche l'interprete della canzone Coppa del Mondo 2010 Wavin' Flag, insieme al cantante K'naan, che lo ha portato a svolgere diversi concerti prima del mondiali di calcio svoltisi in Sudafrica. Dopo il tour nel 2010 "Sin Mirar Atrás SMA Tour", David pubblica un pacchetto CD + DVD che include il duetto con Miley Cyrus (con cui duetta nel 2010 a Madrid in occasione del tour "Rock in Rio" della giovane cantante) o il Soñar (My Life) tema dalla colonna sonora del film animato Gru, mi villano favorito e tante altri contenuti aggiuntivi. Il 15 settembre 2011 appare sugli schermi televisivi spagnoli con la serie Los Únicos. Il 5 dicembre seguente presenta il DVD Una noche en el teatro real. Nel 2011 Bisbal realizza la sigla del film Torrente 4, che lo vede protagonista in una scena e nel video Aqui te pillo aqui te mato.

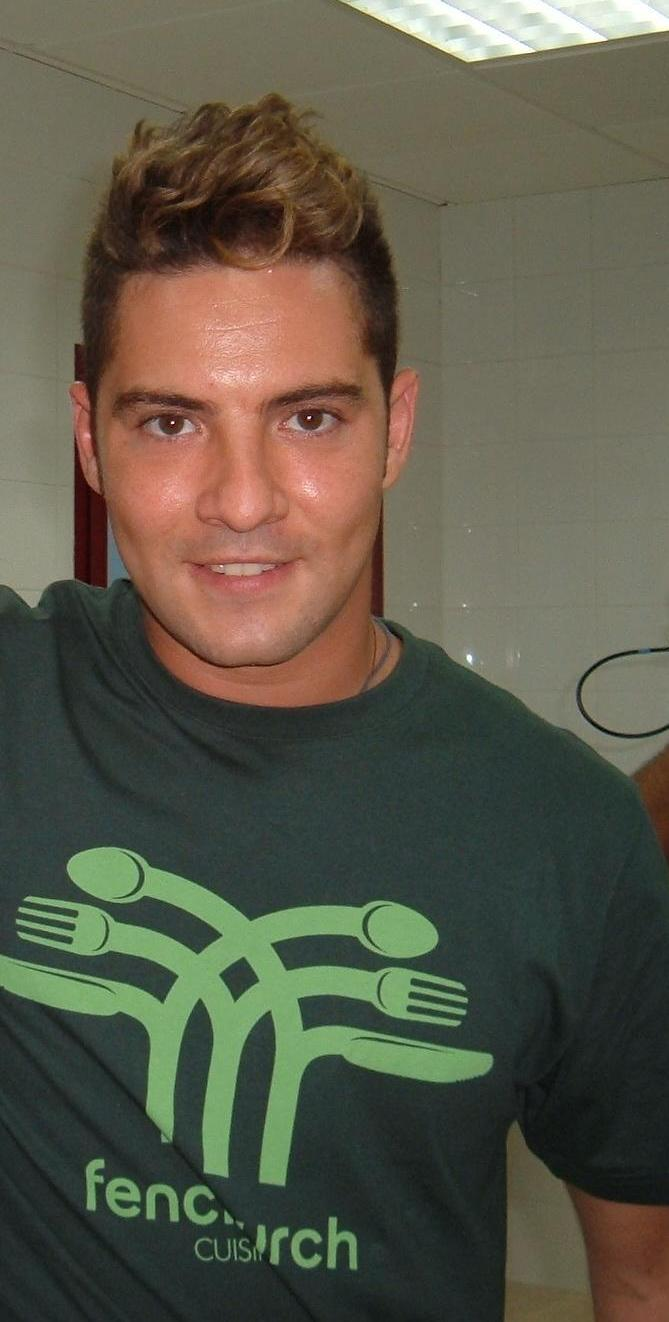
David Bisbal

Durante i due anni successivi gira il mondo facendo 128 concerti cantando in importanti città come Washington, Boston, Toronto, Montréal, Chicago, Los Angeles, Las Vegas, San Francisco, Miami e molte altre. Nel 2012 realizza una nuova versione del disco Gol di Cali y El Dandee. Tale versione si chiama No hay dos sin tres ed è cantata in collaborazione proprio con il duo colombiano, diventando l'inno della nazionale di calcio spagnola per gli Europei di calcio 2012. David Bisbal viene considerato il "cantante ufficiale" della nazionale di calcio spagnola. Nel 2013 partecipa come coach alla trasmissione La Voz, dove, grazie alle sue conoscenze tecniche nel campo della musica, porta al successo del programma il suo concorrente, il giovane Rafa Blas. Conosce Tiziano Ferro e Nek, artisti italiani ospitati in questo talent show. Crea la sigla Para enamorarte de mi della telenovela Por siempre mi amor, e a novembre 2013 pubblica il suo primo libro autobiografico Desde Dentro. Nel gennaio 2014 presenta in anteprima il singolo Diez mil maneras, contenuto nell'album Tu y yo, che dà il titolo al tour 2014. Nella tappa di Madrid del tour 2014 ha avuto come ospite la cantante italiana Emma Marrone..Nel 2018 si esibisce sul palco del Never Be The Same Tour di Camila Cabello con la sua hit Bulería.
Seguono la pubblicazione di due album, Hijos del mar nel 2018 e En Tu Planes nel 2020. A dicembre 2020 collabora con Carrie Underwood nel brano Tears Of Gold.

## Discografia

### Album studio
- 2002 - Corazón latino
- 2004 - Bulería
- 2006 - Premonición
- 2009 - Sin mirar atrás
- 2014 - Tú y yo
- 2016 - Hijos del mar
- 2020 - En Tu Planes
- 2023 - Me Siento Vivo
- 2024 - Todo Es Posible En Navidad

### Album live
- 2005 - Todo por ustedes
- 2007 - Premonición Live
- 2011 - Acústico: Una noche en el teatro real
- 2013 - Live at the Royal Albert Hall

### Raccolte
- 2006 - David Bisbal
- 2014 - Lo mejor de...
- 2021 - 20 AÑos Contigo

## Curiosità
Appare nel 2012 nella seconda stagione della telenovela Los únicos e nel telefilm Jane the Virgin.